# 513 (số)
513 (năm trăm mười ba) là một số tự nhiên ngay sau 512 và ngay trước 514.